# Estadio Ciudad Económica Rey Abdalá
El Estadio Ciudad Económica Rey Abdalá (en árabe: ملعب مدينة الملك عبد الله الاقتصادية), es un estadio multiusos ubicado en la ciudad de Ciudad Económica Rey Abdalá, Rabigh, Arabia Saudita. Uno de los estadios de la Copa Mundial de Fútbol de 2034, el estadio tiene capacidad para 45.700 personas.

## Historia
Su inauguración se producirá en el año 2030.